# Jean-Pierre Engel
Jean-Pierre „Jempy“ Engel (* 6. Oktober 1904 in Hesperingen; † 3. Dezember 1960 ebenda) war ein luxemburgischer Radrennfahrer und nationaler Meister im Radsport.

## Sportliche Laufbahn
Engel war im Straßenradsport und im Querfeldeinrennen (heutige Bezeichnung Cyclocross) aktiv. Von 1924 bis 1930 war er Unabhängiger. Bei den Luxemburgischen Cyclocross-Meisterschaften gewann er 1925 und 1926 den Titel. Vizemeister wurde er 1924. 1922 kam er auf den dritten Platz. Im Vorgängerrennen der Cyclocross-Weltmeisterschaften, dem Critérium international de cyclo-cross 1926 wurde er Zweiter hinter Francis Pélissier. 1924 kam er auf den 12. Platz, 1925 auf den 4. Platz.
1924 und 1928 wurde er Zweiter in der nationalen Meisterschaft im Straßenrennen der Unabhängigen. 1925 gewann er diesen Titel. 1928 siegte er im Eintagesrennen Paris–Longwy. 1924 war Engel Dritter im Etappenrennen Grand Prix François Faber geworden, 1925 kam er auf den zweiten Rang.

## Familiäres
Sein Bruder Nicolas Engel war ebenfalls Radrennfahrer.

## Berufliches
Engel eröffnete 1937 die „Grand Garage J. P. Engel“ in Hesperingen.